# La tentazione di esistere
La tentazione di esistere è un film on the road del 2022, diretto da Fabio Pellegrinelli, alla sua opera seconda con protagonista Paolo Sassanelli.

## Trama
Elvezio Zoppi, insegnante in pensione assillato da mille fobie, si accorge che sul suo conto sono stati versati per errore quattro milioni di franchi. Anziché avvisare la banca prende una decisione inattesa: preleva i soldi e fugge in sella al suo motorino. Sulle sue tracce, oltre a due bizzarri e pericolosi sicari svizzero-tedeschi, si mette Livio Bronner, un improbabile detective amante della bella vita. Alla fine di un rocambolesco viaggio le loro vite, segnate in modi diversi da un destino beffardo, si incroceranno fatalmente su una solitaria spiaggia in riva all’Adriatico.

## Produzione
Le riprese del film sono durate 5 settimane tra aprile e maggio 2022. Il film è stato girato in due paesi: in Svizzera, tra Lugano e Mendrisiotto. In Italia, concludendo le riprese a Ravenna sul Parco del Delta del Po e spiaggia di Zadina a Cesenatico.
È stato finanziato in co-produzione con RSI Radiotelevisione svizzera con il sostegno di Ticino Film Commission.

## Distribuzione
Il film è stato presentato in anteprima televisiva l'8 dicembre 2022 su RSI LA2 ed il 22 gennaio 2023 in anteprima nazionale alle Giornate di Soletta.
Il 24 aprile 2023 è uscito nelle sale cinematografiche.

## Riconoscimenti
- 2023 - BCT Festival Nazionale de Cinema di Benevento - Greatest Indipendent Film [4]
  - Miglior Film